# Madama Follia
Madama Follia è una rappresentazione di Avanspettacolo presentata dalla Compagnia Isa Bluette nella stagione 1927-1928. Il debutto, alla Sala Umberto I di Roma, è avvenuto il 25 gennaio 1928.

## Critica
(Anonimo, La Tribuna, 27 gennaio 1928)